# 仮面ライダー クライマックスヒーローズ
『仮面ライダー クライマックスヒーローズ』（かめんライダー クライマックスヒーローズ）は、バンダイナムコゲームスから発売された、特撮テレビドラマシリーズ「仮面ライダーシリーズ」を題材とした格闘ゲームシリーズ。
略称は「クラヒー」または「クラヒ」で、どちらも公式ブログでも用いられている。

## シリーズ一覧
仮面ライダー クライマックスヒーローズ
2009年8月6日発売。機種はPS2。PS2ソフトとしての発売は本作品が最後。メインライダーは仮面ライダーディケイド。以下『無印』と表記。
仮面ライダー クライマックスヒーローズ W
2009年12月3日発売。機種はWiiで、仮面ライダーシリーズのゲーム作品初となるWii用ソフト。メインライダーは仮面ライダーW。以下『W』と表記。
仮面ライダー クライマックスヒーローズ オーズ
2010年12月2日発売。機種はWii・PSPの2種類で、仮面ライダーシリーズのゲーム作品初となる機種の2種類同時発売作品であり、初のPSP用ソフトでもある。メインライダーは仮面ライダーオーズ。以下『オーズ』と表記。
仮面ライダー クライマックスヒーローズ フォーゼ
2011年12月1日発売。機種はWii・PSPの2種類。メインライダーは仮面ライダーフォーゼ。以下『フォーゼ』と表記。
仮面ライダー 超（スーパー）クライマックスヒーローズ
2012年11月29日発売。機種はWii・PSPの2種類。メインライダーは仮面ライダーウィザード。以下『超』と表記。2025年現在も、本シリーズ最後の作品である。

## 概要
本シリーズ以前に発売されていた仮面ライダーシリーズのコンシューマーゲームは基本的に各番組を再現したものであったが、平成仮面ライダー10周年である『仮面ライダーディケイド』の内容に合わせ、『仮面ライダークウガ』から『仮面ライダーディケイド』までの平成仮面ライダー10作品のクロスオーバー作品として2009年に『無印』が発売。『仮面ライダーカブト』（2006年）から3年ぶりのコンシューマーゲーム化作品であり、『仮面ライダー電王』（2007年）以降の作品では初のゲーム化となった。同年末に『仮面ライダーW』を加えた『W』が発売され、以降も2012年発売の『超』まで毎年新番組の主役ライダーなどを参戦させる形でシリーズ化された。
ポリゴンを使用した3D対戦型格闘ゲームであり、『無印』から『フォーゼ』までは真横（画面手前、奥）に回避してアングルが平面を保とうとするなど、システムは「鉄拳シリーズ」に近い。『超』ではシステムが刷新されて「フリーラン」機能が導入され、「ソウルシリーズ」と同様に戦闘フィールドを自由に移動できるようになった。
『フォーゼ』までは、『ディケイド』より前のシリーズのほとんどのライダーの声は原作と異なる声優が当てているが、『超』では可能な限り、原作で演じていた本人の声を収録している。

## ゲーム内容

### ゲームモード
ディケイドモード
『無印』のメインモード。「制限時間内で勝利する」「フォームチェンジして勝利する」といったミッションを繰り返すことでディケイドのフォームライド・ファイナルフォームライドなどの能力・コレクションのライダーカード・スチール写真を収集していく。
舞台となるのは、ディケイド本編で登場した世界（「リ・イマジネーション（再構築）」された平成ライダーの世界）ではなく、平成ライダーの原典作品により近い世界である。ただし、ナレーションのストーリー説明で人物名が出るのみで、ライダー以外のキャラクターは登場しない。
ストーリー
ある日、それぞれ9人の仮面ライダーが存在する9つの世界が融合を始め、一つになろうとしていた。融合が進めば全ての世界が消滅してしまうという。過去の記憶を持たない10人目の仮面ライダーディケイド＝門矢士は謎の青年に世界を消滅から救うためには9人の仮面ライダーに会い、記憶と共に失ったディケイドの力を取り戻さなければならないと告げられる。
クライマックスモード
『W』のメインモード。「制限時間内に怪人を○体倒せ」などのミッションをクリアすることでライダーカード・スチール写真を収集したり、隠しキャラクターが使用可能になる。
ストーリー
二人で一人の探偵であり、仮面ライダーWである左翔太郎・フィリップ。彼らの住む街「風都」では超人的な力を手に入れ、凶悪事件を起こす怪人「ドーパント」が現れていた。そして今回の相手はドーパントだけではない。だが街を泣かすというのならやることは変わらない!!
ラグナロクモード
『オーズ』のメインモードで本作品の完全オリジナルストーリー。プレイヤーは主人公に仮面ライダーオーズあるいは仮面ライダーWを選び、1マスずつ進むボードゲームのようにミッションをクリアして進んでいく。一対多数のバトルミッションや仲間（使用可能ライダー）の加入、各ステージにボスキャラクターの出現などより仮面ライダーらしさにストーリー性を加えた内容になっている。
ストーリー
主人公は気がつくと謎の空間、知らない世界に立っていた。「戦え」という謎の声に導かれ、先を進むと彼のように呼び出された仮面ライダーたちと出会う。ある者は共に帰る手掛かりを、ある者は突然戦いを挑んできた。そして世界を散策していくうちで、ラグナロクと名乗る声が最強の仮面ライダーを決めるために彼らを呼び寄せた旨を告げる。一方的な話に主人公は要求を断り、戦いを止めるために世界の秘密、そしてラグナロクの正体に迫っていく。
ヒーローズモード
『フォーゼ』のメインモード。これまでと異なり、各ライダーごとに用意されたミッションをクリアしていくモードのため特定の主人公はいない。各エピソードは完全オリジナルもあれば映像作品を再現したバトルもあり、中には他作品のエピソードに介入する展開もある。
映像作品との主な相違点
- 仮面ライダーバース（伊達）が一時契約として仮面ライダーベルデに雇用されている。
- 仮面ライダーWとシャドームーン（『劇場版 仮面ライダーディケイド オールライダー対大ショッカー』の月影ノブヒコではなく秋月信彦）が過去に対戦したことがある。
- 正体が怪人であるためか、仮面ライダーダークカブトと仮面ライダーファイズが行動を共にする描写が多い。
- ベルデや仮面ライダーオーディンが、出典が『龍騎』以外のライダーにもライダーバトルを強制させる。
- 仮面ライダーシザースが刑事という隠れ蓑を失っており、完全に犯罪者として追われる身になっている。
- ヤミーやイマジンの呼称は登場するものの、両者共に未登場のため他作品の怪人を模したタイプとして登場する。
- 暗黒結社ゴルゴムの名称は登場するがゴルゴム怪人は登場していないため、ワームサナギ体が構成員になっている。

スーパーヒーローズモード
『超』のメインモード。ミッションをクリアして得られるポイントを消費することで、キャラクターの性能を強化させることができる。
アーケードモード
『オーズ』で追加されたバトルモード。コンピュータが操作するライダーと次々にバトルしていく。
VS.CPU
『オーズ』で追加されたバトルモード。任意で相手とステージを選んでフリーバトルをすることができる。
VS.2P
『オーズ』で追加されたバトルモード。2人のプレイヤーで対戦することができる。
バトルモード
好きなライダーを使用して戦う。コンピュータが操作するライダーと次々に戦う「VS CPUモード」と2人のプレイヤーで対戦する「VS 2Pモード」がある。選択時には「好きな相手と戦える」と紹介されるが、「VS CPUモード」では実質的に相手がランダムのアーケードモードとなる。『W』では任意の相手が選択可能となった。
サバイバルモード
CPUの操作するライダー相手に何人勝ち抜けるかを競うモード。バトルモードと違って敵から受けたダメージは次の対戦にも引き継がれる。
トレーニングモード
操作練習のためのモード。
ギャラリーモード
収集したカード・スチール写真・各ライダーの超必殺技ムービーを閲覧するモード。
オプション
ゲームの設定を行う。『オーズ』と『フォーゼ』のPSP版では、カスタムサウンドトラック機能としてメモリースティックにMP3形式で取り込んだ任意の曲をステージBGMと各ライダーのイメージ曲として設定可能。『超』ではフォームごとの設定が可能となり、前2作よりさらに向上した。

### バトルスタイル
『オーズ』で導入されたライダーの戦闘スタイルを選択するシステム。
それぞれのライダーごとにバトルスタイルは決まっており、例えば仮面ライダーWの場合は、フォームチェンジ（ハーフチェンジ）・シングル（ファングジョーカー）・パワーアップ（サイクロンジョーカーエクストリーム）の3種類を選択可能。
シングル（アサルト）
フォームチェンジせずに一つのフォームのみで戦う。『フォーゼ』ではコンボの最後で特定の行動をとることにより、ライダーゲージを1ゲージ分チャージする「インスタントチャージ」、一定時間能力を強化する「アサルトスタイル発動」を行うアサルトに変更された。
フォームチェンジ
様々なフォームに自由に変身可能。
パワーアップ
強化フォームにのみフォームチェンジ可能。
サポートアタック
サポートキャラクターを呼び出し、攻撃させることが可能。
スピードアップ
一定時間自分以外がスローモーションになるフォームに変身可能。
タッグ
『フォーゼ』で追加されたスタイル。パートナーとなるキャラクターと共に攻撃・交代可能。超必殺技はダブルライダーキックに固定される。

## 登場キャラクター
便宜上、各ライダーの基本形態で名称が不明なものは「ノーマル」と表記し、フォームが1つしかないキャラクターは記載せず、バトルスタイルがシングル（『オーズ』）、アサルト・タッグ（『フォーゼ』以降）のみのキャラクターも特記ない限り記載を省略する。
担当声優に関しては、明確な出典があるものを除き、原作で演じていた本人が収録しているキャラクターのみ記載する。本人が担当しているものに関しては太字で表記する。
- ○：全モードでプレイ可能キャラクター
- △：一部のモードのみプレイ可能キャラクター
- ◇：サポートアタックとして登場または選択可能
- ×：CPU専用または、未登場（登場無し）

| キャラクター名                                    | 無印 | W    | オーズ | フォーゼ | 超   | 登場作品                                                 | 声優 | 備考                                                                       |
| ------------------------------------------------- | ---- | ---- | ------ | -------- | ---- | -------------------------------------------------------- | ---- | -------------------------------------------------------------------------- |
| 仮面ライダーディケイド                            | ○    | ○    | ○      | ○        | ○    | 仮面ライダーディケイド                                   |      | オーズではコンプリートフォームをプレイアブル可能                           |
| 仮面ライダーディエンド                            | ◯    | ◯    | ◯      | ○        | ○    | 仮面ライダーディケイド                                   |      |                                                                            |
| 仮面ライダーダークディケイド                      | ○    | ○    | ×      | ×        | x    | オリジナル                                               |      |                                                                            |
| 仮面ライダークウガ                                | ○    | ○    | ○      | ○        | ○    | 仮面ライダークウガ                                       |      | オーズではアルティメットフォームを追加                                     |
| 仮面ライダーアギト                                | ○    | ○    | ○      | ○        | ○    | 仮面ライダーアギト                                       |      | オーズではシャイニングフォームを追加                                       |
| 仮面ライダーG3-X                                  | △    | ◯    | ◯      | ○        | ○    | 仮面ライダーアギト                                       |      |                                                                            |
| 仮面ライダーギルス                                | ×    | ×    | ×      | ×        | ○    | 仮面ライダーアギト                                       |      |                                                                            |
| 仮面ライダー龍騎                                  | ○    | ○    | ○      | ○        | ○    | 仮面ライダー龍騎                                         |      |                                                                            |
| 仮面ライダーリュウガ                              | ×    | ◯    | ◯      | ◯        | ○    | 仮面ライダー龍騎                                         |      |                                                                            |
| 仮面ライダーナイト                                | ×    | ×    | ◯      | ◯        | ○    | 仮面ライダー龍騎                                         |      |                                                                            |
| 仮面ライダーシザース                              | ×    | ×    | ◯、◇   | ◯、◇     | ○、◇ | 仮面ライダー龍騎                                         |      |                                                                            |
| 仮面ライダーゾルダ                                | ×    | ×    | ◯      | ◯        | ○    | 仮面ライダー龍騎                                         |      |                                                                            |
| 仮面ライダーライア                                | ×    | ×    | ◯、◇   | ◯、◇     | ○、◇ | 仮面ライダー龍騎                                         |      |                                                                            |
| 仮面ライダーガイ                                  | ×    | ×    | ◯、◇   | ◯、◇     | ○、◇ | 仮面ライダー龍騎                                         |      |                                                                            |
| 仮面ライダー王蛇                                  | ◇    | ◇    | ◯、◇   | ◯、◇     | ○、◇ | 仮面ライダー龍騎                                         |      |                                                                            |
| 仮面ライダーベルデ                                | ×    | ×    | ◯      | ◯        | ○    | 仮面ライダー龍騎                                         |      |                                                                            |
| 仮面ライダータイガ                                | ×    | ×    | ◯      | ◯        | ○    | 仮面ライダー龍騎                                         |      |                                                                            |
| 仮面ライダーインペラー                            | ×    | ×    | ◯      | ◯        | ○    | 仮面ライダー龍騎                                         |      |                                                                            |
| 仮面ライダーファム                                | ×    | ×    | ◯、◇   | ◯、◇     | ○、◇ | 仮面ライダー龍騎                                         |      |                                                                            |
| 仮面ライダーオーディン                            | ×    | ×    | ◯      | ◯        | ○    | 仮面ライダー龍騎                                         |      |                                                                            |
| 仮面ライダーファイズ                              | ○    | ○    | ○      | ○        | ○    | 仮面ライダー555                                          |      | オーズではブラスターフォームを追加                                         |
| 仮面ライダーカイザ                                | ×    | ◯    | ◯      | ◯        | ○    | 仮面ライダー555                                          |      |                                                                            |
| 仮面ライダーデルタ                                | ×    | ×    | ×      | ×        | ○    | 仮面ライダー555                                          |      |                                                                            |
| オートバジン                                      | △、◇ | ◯、◇ | ◯、◇   | ◇        | ◇    | 仮面ライダー555                                          |      |                                                                            |
| 仮面ライダーブレイド                              | ○    | ○    | ○      | ○        | ○    | 仮面ライダー剣                                           |      | オーズではジャックフォームを追加                                           |
| 仮面ライダーギャレン                              | ×    | ×    | ◯      | ◯        | ○    | 仮面ライダー剣                                           |      |                                                                            |
| 仮面ライダーカリス                                | ×    | ×    | ×      | ×        | ○    | 仮面ライダー剣                                           |      |                                                                            |
| 仮面ライダーレンゲル                              | ×    | ×    | ×      | ×        | ○    | 仮面ライダー剣                                           |      |                                                                            |
| 仮面ライダー響鬼                                  | ○    | ○    | ○      | ○        | ○    | 仮面ライダー響鬼                                         |      | オーズではアームド響鬼を追加                                               |
| 仮面ライダー威吹鬼                                | ×    | ×    | ×      | ◯        | ○    | 仮面ライダー響鬼                                         |      |                                                                            |
| 仮面ライダー轟鬼                                  | ×    | ×    | ×      | ×        | ○    | 仮面ライダー響鬼                                         |      |                                                                            |
| 仮面ライダー斬鬼                                  | ×    | ×    | ×      | ×        | ○    | 仮面ライダー響鬼                                         |      |                                                                            |
| 仮面ライダーカブト                                | ○    | ○    | ○      | ○        | ○    | 仮面ライダーカブト                                       |      | オーズではハイパーフォームを追加                                           |
| 仮面ライダーガタック                              | △    | ◯    | ◯      | ◯        | ◯    | 仮面ライダーカブト                                       |      |                                                                            |
| 仮面ライダーダークカブト                          | ×    | ◯    | ◯      | ◯        | ◯    | 仮面ライダーカブト                                       |      |                                                                            |
| 仮面ライダーキックホッパー                        | ×    | ◯    | ◯      | ◯        | ◯    | 仮面ライダーカブト                                       |      |                                                                            |
| 仮面ライダーパンチホッパー                        | ×    | ◯    | ◯、◇   | ◯、◇     | ◯、◇ | 仮面ライダーカブト                                       |      |                                                                            |
| 仮面ライダーザビー                                | ×    | ×    | ×      | ×        | ◯    | 仮面ライダーカブト                                       |      | 矢車（サポートアタック）、影山（シングル）を選択可能                       |
| 仮面ライダードレイク                              | ×    | ×    | ×      | ×        | ◯    | 仮面ライダーカブト                                       |      |                                                                            |
| 仮面ライダーサソード                              | ×    | ×    | ×      | ×        | ◯    | 仮面ライダーカブト                                       |      |                                                                            |
| 仮面ライダー電王                                  | ○    | ○    | ○      | ○        | ○    | 仮面ライダー電王                                         |      | オーズでは超クライマックスフォームを追加                                   |
| 仮面ライダーゼロノス                              | ◯    | ◯    | ◯      | ◯        | ◯    | 仮面ライダー電王                                         |      |                                                                            |
| 仮面ライダーネガ電王                              | ×    | ○    | ○      | ○        | ○    | 劇場版 仮面ライダー電王&キバ クライマックス刑事          |      |                                                                            |
| 仮面ライダーNEW電王                               | ×    | ×    | ×      | ○        | ○    | 劇場版 さらば仮面ライダー電王 ファイナル・カウントダウン |      |                                                                            |
| 仮面ライダーキバ                                  | ○    | ○    | ○      | ○        | ○    | 仮面ライダーキバ                                         |      |                                                                            |
| 仮面ライダーイクサ                                | ◯    | ◯    | ◯      | ◯        | ◯    | 仮面ライダーキバ                                         |      | オーズではバーストモードとセーブモードの切り替えが可能となった             |
| 仮面ライダーサガ                                  | ×    | ×    | ×      | ×        | ◯    | 仮面ライダーキバ                                         |      |                                                                            |
| 仮面ライダーW                                     | ×    | ○    | ○      | ○        | ○    | 仮面ライダーW                                            |      | オーズではファングジョーカー、サイクロンジョーカーエクストリームも使用可能 |
| 仮面ライダーW（サイクロンアクセルエクストリーム） | ×    | ×    | ◯      | ×        | ×    | 仮面ライダーW                                            |      |                                                                            |
| 仮面ライダーアクセル                              | ×    | ×    | ◯      | ◯        | ◯    | 仮面ライダーW                                            |      |                                                                            |
| 仮面ライダージョーカー                            | ×    | ×    | ×      | ×        | ◯    | 仮面ライダーW                                            |      |                                                                            |
| 仮面ライダースカル                                | ×    | ×    | ×      | ×        | ○    | 仮面ライダー×仮面ライダー W&ディケイド MOVIE大戦2010     |      |                                                                            |
| 仮面ライダーエターナル                            | ×    | ×    | ×      | ×        | ○    | 仮面ライダーW FOREVER AtoZ/運命のガイアメモリ            |      |                                                                            |
| 仮面ライダーオーズ                                | ×    | ×    | ○      | ○        | ○    | 仮面ライダーオーズ/OOO                                   |      | フォーゼでは全127種のメダルを使用可能                                      |
| 仮面ライダーバース                                | ×    | ×    | ×      | ◯        | ◯    | 仮面ライダーオーズ/OOO                                   |      | 伊達、後藤の選択が可能                                                     |
| 仮面ライダーフォーゼ                              | ×    | ×    | ×      | ○        | ○    | 仮面ライダーフォーゼ                                     |      | 超では全スイッチが使用可能                                                 |
| 仮面ライダーメテオ                                | ×    | ×    | ×      | ×        | ◯    | 仮面ライダーフォーゼ                                     |      |                                                                            |
| 仮面ライダーウィザード                            | ×    | ×    | ×      | ×        | ○    | 仮面ライダーウィザード                                   |      |                                                                            |
| 仮面ライダー1号                                   | ×    | ×    | ×      | ○        | ○    | 仮面ライダー                                             |      |                                                                            |
| 仮面ライダー2号                                   | ×    | ×    | ×      | ◯        | ◯    | 仮面ライダー                                             |      |                                                                            |
| 仮面ライダーV3                                    | ×    | ×    | ×      | ○        | ○    | 仮面ライダーV3                                           |      |                                                                            |
| ライダーマン                                      | ×    | ×    | ×      | ◇        | ◇    | 仮面ライダーV3                                           |      |                                                                            |
| 仮面ライダーアマゾン                              | ×    | ×    | ×      | ○        | ○    | 仮面ライダーアマゾン                                     |      |                                                                            |
| 仮面ライダーBLACK                                 | ×    | ×    | ×      | ○        | ○    | 仮面ライダーBLACK                                        |      |                                                                            |
| シャドームーン                                    | ×    | ×    | ×      | ◯        | ◯    | 仮面ライダーBLACK                                        |      |                                                                            |
| 仮面ライダーBLACK RX                              | ×    | ×    | ×      | ○        | ○    | 仮面ライダーBLACK RX                                     |      | バイオライダー又はロボライダーの選択が可能                                 |

### 『無印』より登場
キャラクター名の後ろに※が付いているライダーは、『無印』ではディケイドモードのみに登場する。
仮面ライダーディケイド（『仮面ライダーディケイド』）
バトルスタイル：フォームチェンジ（各種カメンライド・ファイナルフォームライド）・パワーアップ（コンプリートフォーム）
変身者：門矢士
声 - 井上正大
『無印』のメインライダー。ディケイドクウガからディケイドキバまでの9種類から1つを選んでカメンライド可能。
対戦前にカメンライドするライダー・ファイナルフォームライド技を設定できるが、使用するにはディケイドモードでその能力を取得しなければならず、カメンライド後の形態ではフォームチェンジ・超必殺技を持たない。
『無印』ではディケイドモードクリア後、『W』ではパスワードを入力あるいは特定の条件を満たすことで超必殺技が使用可能になる。ただし超必殺技・ファイナルフォームライド技はどちらか一方しか選択できない。
ディケイドの必殺技であるファイナルフォームライドは、一部を除きテレビ本編、および『仮面ライダーバトル ガンバライド』とは演出が異なる。一貫して初期キャラ。
- ディケイドアサルト（クウガ）

クウガゴウラムに搭乗して体当たりする。
- ディケイドトルネード（アギト）

アギトトルネイダーに搭乗して体当たりする。
- ディケイドドラグーン（龍騎）

リュウキドラグレッダーを召喚して、敵に火球を吐く。
- ディケイドフォトン（ファイズ）

テレビ本編と同様、ファイズブラスターから極太のレーザーを撃ち、ヒットさせると全FFR中最も高いヒット数を稼ぐことができる。ただし、発動前に射出されるマーカーを相手に当てなければ無効化される。『フォーゼ』では当たらなくてもレーザーが発射される。
- ディケイドエッジ（ブレイド）

テレビ本編同様、ブレイドブレードを振り回す。二振り目に吹き飛ばし効果がある。
- ディケイドウェイブ（響鬼）

テレビ本編同様、ヒビキオンゲキコで敵に「清めの音」を叩き込むが、「ヒビキアカネタカ」には変形しない。発動中敵の攻撃がヒットすると能力を発揮するカウンター技。
- ディケイドメテオ（カブト）

ゼクターカブトを前に出現させ、相手が攻撃を当てるとディケイドがカブトのライダーキックのような回し蹴りをする。ディケイドウェイブと同じくカウンター技。
- ディケイドライナー（電王）

この必殺技のみファイナルフォームライドの形態自体も異なり、電王の基本4フォームのデンカメンが肘、膝に装着されるという、玩具のFFRシリーズで存在した形態をベースとしたものになる。格闘能力が上昇し、敵の攻撃に怯まなくなる。『オーズ』ではこのディケイドライナーのみ登場しない。
- デンオウモモタロス（電王）

『フォーゼ』からはテレビ本編同様モモタロスを実体化させる「デンオウモモタロス」が登場する（選択時の名称はモモタロス）。
- ディケイドファング（キバ）

テレビ本編と同様、キバアローで敵を射抜く。ボタン連打でヒット数が変化する。『フォーゼ』では変化しなくなった。
『オーズ』では超必殺技時のみ登場していたコンプリートフォームがプレイアブルフォームとなり、超必殺技にディメンションキックが追加された。
『超』では9人のライダーにカメンライドした時は元のディケイドと同じポーズとなった。

仮面ライダーディエンド（『仮面ライダーディケイド』）
バトルスタイル：サポートアタック（ライダー召喚）
変身者：海東大樹
声 - 戸谷公人
ディケイドモードで乱入するライダー。フォームチェンジの代わりに、カメンライドによって仮面ライダー王蛇を召喚する。パスワードを入力あるいは特定の条件を満たすことでプレイヤー自身での使用が可能になる。
『オーズ』ではサポートアタックで召喚するライダー（王蛇・ライア・シザース・ガイ・パンチホッパー・ファム）を対戦前に選択することが可能になった。ラグナロクモードではライオトルーパーを召喚する。さらに超必殺技が『W』までのディエンドブラストからディメンションシュートに変更された。「オーズ」以降初期キャラ。
仮面ライダーダークディケイド
変身者：過去の門矢士
声 - 井上正大
『無印』・『W』のみに登場する本作品オリジナルのライダー。その正体は「世界の破壊者」としての記憶を失う前の門矢士（つまり過去の士）が変身した過去のディケイドで、『無印』のディケイドモードのラストボス。体色は黒・複眼は水色と、仮面ライダーG4のようなカラーリングになっている。ディケイド同様のコンプリートフォームに変身可能だが、ファイナルフォームライド技は設定できず、カメンライドの選択しかできない。一貫して隠しキャラ。
仮面ライダークウガ（『仮面ライダークウガ』）
バトルスタイル：フォームチェンジ（マイティフォーム・ドラゴンフォーム・ペガサスフォーム・タイタンフォーム）・パワーアップ（アルティメットフォーム）・サポートアタック（ゴウラム）
変身者：五代雄介
オールマイティな戦法で戦う初心者向けのライダー。マイティフォームからドラゴン・ペガサス・タイタンの各フォームの中から1つを選んでフォームチェンジ可能。サポートアタックによってゴウラムを呼び出せる。アメイジングマイティは超必殺技時のみ登場。
『オーズ』ではアルティメットフォームが新たに登場し、超必殺技にパイロキネシスが追加された。
『フォーゼ』ではフォームチェンジスタイルの時でもアメイジングマイティキックが放てるようになった。一貫して初期キャラ。
仮面ライダーアギト（『仮面ライダーアギト』）
バトルスタイル：パワーアップ（トリニティフォーム・シャイニングフォーム）・サポートアタック（マシントルネイダー・スライダーモード）
変身者：津上翔一（沢木哲也）
声 - 賀集利樹（『超』）
近接攻撃に特化したライダー。グランドフォームからトリニティフォームとなることでストームハルバードとフレイムセイバーを使用可能になり、手数で敵を圧倒することが可能。バーニングフォームは超必殺技時のみ登場。
『オーズ』ではシャイニングフォームが新たに登場し、サポートアタックにマシントルネイダー・スライダーモードが、サポートアタックスタイル・パワーアップスタイルの超必殺技にライダーキック・シャイニングクラッシュがそれぞれ追加された。一貫して初期キャラ。
仮面ライダーG3-X※（『仮面ライダーアギト』）
装着者：氷川誠
ディケイドモードのEXミッションでのみ使用可能なライダー。
『W』では特定の条件を満たすことでプレイヤー自身での使用が可能になる。
『フォーゼ』では超必殺技が追加された。「オーズ」以降初期キャラ。
仮面ライダー龍騎（『仮面ライダー龍騎』）
バトルスタイル：パワーアップ（サバイブ）・サポートアタック（ドラグレッダー）
変身者：城戸真司
声 - 須賀貴匡（『超』）
アドベントカードによって格闘・剣攻撃（ソードベント）・射撃技（ストライクベント）を選択して戦うライダー。サバイブでは敵にマーキング弾を撃ち込むことでドラグランザー（サポートアタック）の攻撃回数を増加可能。サポートアタックはドラグレッダーの火炎放射で、この炎の軌道に乗ればファイナルベント「ドラゴンライダーキック」を発動可能。
『オーズ』では超必殺技がドラゴンファイヤーストームに変更され、サポートアタックスタイルの超必殺技にドラゴンライダーキックが追加された。またサバイブのシュートベントがドラグバイザーツバイによるレーザー射撃になった。一貫して初期キャラ。
仮面ライダーリュウガ※（『劇場版 仮面ライダー龍騎 EPISODE FINAL』）
バトルスタイル：サポートアタック（ドラグブラッカー）
変身者：鏡像の城戸真司
声 - 須賀貴匡（『超』）
ディケイドモードで登場するCPU専用ライダー。性能は龍騎とほぼ同等。
『W』では特定の条件を満たすことでプレイヤー自身での使用が可能になる。
『オーズ』ではサポートアタック・超必殺技が追加された。「超」のみ初期キャラ。
仮面ライダーファイズ（『仮面ライダー555』）
バトルスタイル：パワーアップ（ブラスターフォーム）・サポートアタック（オートバジン バトルモード）・スピードアップ（アクセルフォーム）
変身者：乾巧
豊富な武器攻撃を持つ、攻撃に特化したライダー。アクセルフォームとなることで高速移動が可能となり、敵の動きがスローモーションになるが、ノーマルよりも防御力は低下する。またオートバジン（サポートアタック）もアクセルフォーム中はスローになるデメリットもある。
『オーズ』ではブラスターフォームが新たに登場し、超必殺技にブラスタークリムゾンスマッシュが追加された。
『フォーゼ』ではサポートアタックスタイルの超必殺技にクリムゾンスマッシュが追加された。初期キャラ。
オートバジン※（『仮面ライダー555』）
ディケイドモードで登場。パスワードを入力してのEXミッションでのみ操作可能。バトルモードのみで、超必殺技・フォームチェンジどころかまともなコンボすら持たないが、ダメージを受けてものけぞらず、攻撃力が非常に高い。
『W』では特定の条件を満たすことでプレイヤー自身での使用が可能になる。
『フォーゼ』ではプレイヤーでの使用が不可能になり、ファイズのサポートアタック時のみの登場となった。隠しキャラ。
仮面ライダーブレイド（『仮面ライダー剣』）
バトルスタイル：パワーアップ（ジャックフォーム・キングフォーム）
変身者：剣崎一真
声 - 河本啓佑（『初代』から『フォーゼ』まで） → 椿隆之（『超』）
手数に優れるコンボ攻撃を得意とするライダー。キングフォームのロイヤルストレートフラッシュは助走距離が長いほど威力が高まる。
『オーズ』ではジャックフォームが新たに登場し、超必殺技にJ・ライトニングスラッシュが追加された。初期キャラ。
仮面ライダー響鬼（『仮面ライダー響鬼』）
バトルスタイル：パワーアップ（響鬼紅・装甲響鬼）
変身者：ヒビキ（日高仁志）
豪快な戦法が特徴のライダー。操作キャラクターの中では唯一体力回復能力を持つ。音撃打はボタンを連打することでダメージが上昇する。
『オーズ』では装甲響鬼が新たに登場し、超必殺技に音撃刃 鬼神覚声が追加された。体力回復能力はなくなったが、音撃で相手のライダーゲージを減らすことが可能になった。初期キャラ。
仮面ライダーカブト（『仮面ライダーカブト』）
バトルスタイル：パワーアップ（ハイパーフォーム）・スピードアップ（クロックアップ）
変身者：天道総司
カウンター攻撃・瞬間移動など、トリッキーな攻撃が得意なライダー。ライダーフォームのみでプットオンはできないが、クロックアップで高速移動が可能。
『オーズ』ではハイパーフォームが新たに登場し、超必殺技にハイパーライダーキックが追加された。初期キャラ。
仮面ライダーガタック※（『仮面ライダーカブト』）
バトルスタイル：スピードアップ（クロックアップ）
変身者：加賀美新
声 - 佐藤祐基（『超』）
ディケイドモードで登場。一部ミッションでのみ操作可能。ライダーフォームのみだがカブトと違いクロックアップはできない。
『W』では特定の条件を満たすことでプレイヤー自身での使用が可能になり、クロックアップも可能となった。
『フォーゼ』では超必殺技が追加された。「オーズ」以降初期キャラ。
仮面ライダーダークカブト※（『仮面ライダーカブト』）
バトルスタイル：スピードアップ（クロックアップ）
変身者：擬態天道総司
ディケイドモードで登場するCPU専用キャラクター。ライダーフォームのみで性能はカブトとほぼ同等。
『W』では特定の条件を満たすことでプレイヤー自身での使用が可能になる。
『フォーゼ』では超必殺技が追加された。「超」のみ初期キャラ。
仮面ライダー電王（『仮面ライダー電王』）
バトルスタイル：フォームチェンジ（ソードフォーム・ロッドフォーム・アックスフォーム・ガンフォーム）・パワーアップ（超クライマックスフォーム）・サポートアタック（デンライナーゴウカ）
変身者：野上良太郎
声 - 関俊彦（モモタロス）、遊佐浩二（ウラタロス）、てらそままさき（キンタロス）、鈴村健一（リュウタロス）、三木眞一郎（ジーク〈『オーズ』より〉）
バランスに優れるライダー。ソードフォームからロッド・アックス・ガンの各フォームから1つを選んでフォームチェンジ可能。サポートアタックではデンライナーゴウカを呼び出せる。ライナーフォームは超必殺技時のみ登場。
『オーズ』では超クライマックスフォームが新たに登場し、フォームチェンジスタイル・パワーアップスタイルの超必殺技にそれぞれエクストリームスラッシュ・超ボイスターズキックが追加された。
『フォーゼ』ではバトルスタイルでタッグを選んだ場合、原作同様にソード・ロッド・アックス・ガンの各フォームを別キャラクター扱いでタッグに編成できるようになった。初期キャラ。
仮面ライダーゼロノス（『仮面ライダー電王』）
バトルスタイル：パワーアップ（ベガフォーム・ゼロフォーム）
変身者：桜井侑斗
多彩な近接攻撃を持つライダー。アルタイルフォームからデネブ（声 - 大塚芳忠）が変身するベガフォームとなることで強力な射撃技が使用可能になる。ゼロフォームは超必殺技時のみ登場。
『オーズ』ではサポートアタック・超必殺技のみ変身していたゼロフォームがプレイアブルフォームとして登場した。
『フォーゼ』ではパワーアップフォームが統一され、一度のバトルでアルタイルフォームからベガフォーム、あるいはアルタイルフォームからゼロフォームにフォームチェンジ可能な仕様になり、ゼロフォームにチェンジした場合はゼロフォーム・ベガフォーム間を自由にチェンジ可能。「オーズ」から初期キャラ。
仮面ライダーネガ電王※（劇場版 仮面ライダー電王&キバ クライマックス刑事）
バトルスタイル：シングル（『オーズ』）・サポートアタック（ネガデンライナー（『フォーゼ』））
変身者：ネガタロス
声 - 緑川光
ディケイドモードで登場するCPU専用キャラクター。性能は電王 ソードフォームとほぼ同等。
『W』では特定の条件を満たすことでプレイヤー自身での使用が可能になる。
『フォーゼ』ではバトルスタイルがシングルからサポートアタックに変更され、超必殺技が追加された。隠しキャラ。
仮面ライダーキバ（『仮面ライダーキバ』）
バトルスタイル：パワーアップ（エンペラーフォーム）・サポートアタック（キャッスルドラン）
変身者：紅渡
キック攻撃が得意なライダー。キバットバットIII世（声 - 杉田智和）と魔皇竜タツロット（声 - 石田彰）が主に会話する。キバフォームではカテナを解放することで攻撃力が増す。エンペラーフォームとなることで多彩な武器攻撃が可能となり、サポートアタックによってキャッスルドランを呼び出せる。
『オーズ』ではサポートアタックスタイルの超必殺技にダークネスムーンブレイクが追加された。初期キャラ。
仮面ライダーイクサ（『仮面ライダーキバ』）
バトルスタイル：パワーアップ（バーストモード）
変身者：名護啓介
イクサナックルによる遠距離攻撃・素早いコンボを得意とするライダー。超必殺技時はセーブモードからバーストモードになる。
『オーズ』では超必殺技のみ変身していたバーストモードがプレイアブルモードとして登場し、イクサカリバーによる斬撃・銃撃が可能になった。「オーズ」からは初期キャラ。

### 『W』より登場

#### 仮面ライダー（『W』）
仮面ライダーW（『仮面ライダーW』）
バトルスタイル：フォームチェンジ（ハーフチェンジ）・シングル（ファングジョーカー）・パワーアップ（サイクロンジョーカーエクストリーム）
変身者：左翔太郎&フィリップ（園咲来人）、照井竜&フィリップ（園咲来人）
声 - 桐山漣（翔太郎）、菅田将暉（フィリップ）、木ノ本嶺浩（照井〈『オーズ』〉）
『W』のメインライダーで、初期キャラ。『W』ではヒート系・ルナ系のフォームはどちらかしか選べないが、『オーズ』以降は9フォームすべてに一度の戦闘でチェンジできるようになった。
『オーズ』ではファングジョーカー・サイクロンジョーカーエクストリーム・サイクロンアクセルエクストリームが新たに登場し、超必殺技のファングストライザー・ダブルエクストリームが追加された。照井とフィリップが変身するサイクロンアクセルエクストリームは別キャラクター扱いで登場し、超必殺技は持たない。
『フォーゼ』からはサイクロンアクセルエクストリームが登場しなくなった。
仮面ライダーカイザ（『仮面ライダー555』）
変身者：草加雅人
クライマックスモードで乱入してくるライダー。特定の条件を満たすことによりプレイヤー自身での使用が可能になる。
超必殺技は持たないが、『フォーゼ』ではじめて初期キャラとなり、超必殺技が追加された。
仮面ライダーキックホッパー（『仮面ライダーカブト』）
バトルスタイル：スピードアップ（クロックアップ）
変身者：矢車想
声 - 徳山秀典
クライマックスモードで乱入してくるライダー。特定の条件を満たすことによりプレイヤー自身での使用が可能になる。
超必殺技は持たないが、『フォーゼ』ではじめて初期キャラとなり、超必殺技が追加された。が、「超」では初期キャラの座を弟のパンチホッパーに譲った。
仮面ライダーパンチホッパー（『仮面ライダーカブト』）
バトルスタイル：スピードアップ（クロックアップ）
変身者：影山瞬
声 - 内山眞人
クライマックスモードで乱入してくるライダー。特定の条件を満たすことによりプレイヤー自身での使用が可能になる。
超必殺技は持たないが、『フォーゼ』で超必殺技が、『超』で兄のキックホッパーと入れ替わりで初期キャラになり、空中コンボが追加された。

#### 怪人（『W』）
マグマ・ドーパント（『仮面ライダーW』）
変異者：戸川陽介
クライマックスモードの対戦相手（中ボス）として登場。特定の条件を満たすことによりプレイヤー自身での使用が可能になる。
ティーレックス・ドーパント（『仮面ライダーW』）
変異者：津村真里奈
クライマックスモードの対戦相手（ボス）として登場。遠距離攻撃を持たず、手足の間合いも短いが、耐久力・突進のパワーを武器にしている。特定の条件を満たすことによりプレイヤー自身での使用が可能になる。
ゲルニュート（『仮面ライダー龍騎』）
クライマックスモードの対戦相手（雑魚）として登場。特定の条件を満たすことによりプレイヤー自身での使用が可能になる。
サナギ体（『仮面ライダーカブト』）
ワーム成虫体の前身。クライマックスモードの対戦相手（雑魚）として登場。特定の条件を満たすことによりプレイヤー自身での使用が可能になる。

### 『オーズ』より登場
本作品のスタッフが制作し、北米で発売されたWii用ゲーム『KAMEN RIDER DRAGON KNIGHT』に登場したライダー・モンスターのキャラクターグラフィックが流用され、『仮面ライダー龍騎』のキャラクターとして追加された。超必殺技も『DRAGON KNIGHT』の流用だが、龍騎サバイブ・ナイトサバイブ・オーディンの超必殺技ムービーはレイティングの都合上もしくは『龍騎』の描写に合わせる形で若干変更されている。

#### 仮面ライダー（『オーズ』）
仮面ライダーオーズ（『仮面ライダーオーズ/OOO』）
変身者：火野映司
声 - 渡部秀
バトルスタイル：フォームチェンジ（タトバコンボ・ガタキリバコンボ・ラトラーターコンボ・サゴーゾコンボ・タジャドルコンボ・シャウタコンボ・亜種形態）・アサルト（タトバコンボ（パープルアイ））・パワーアップ（プトティラコンボ・ブラカワニコンボ）
『オーズ』のメインライダーで、初期キャラ。3枚のコアメダルの組み合わせにより、多彩なフォーム（『オーズ』では「頭4種類×胴体3種類×足3種類」の組み合わせで全36種類）を駆使して戦う。また『龍騎』・『剣』・『ディケイド』系のライダーとの専用台詞もある。
『フォーゼ』ではタジャドルコンボ・シャウタコンボ・プトティラコンボ・ブラカワニコンボ・タトバコンボ（パープルアイ）が新たに登場し、これにより「頭5種類× 胴体5種類×足5種類+プトティラコンボ+ブラカワニコンボ」の全127種類が登場する。さらに超必殺技にマグナブレイズ・ブラスティングフリーザ&ストレインドゥームが追加された。タトバコンボ（パープルアイ）は別のボタンを押しながらタトバコンボを選択すると使用可能で、他のキャラクターとタッグを組むことは不可能。フォームチェンジではデフォルトのタトバにガタキリバ・ラトラーター・サゴーゾ・タジャドル・シャウタの中から3つのコンボを選択する。さらにメダル選択時、おまかせもしくはパワーアップ（プトティラ、ブラカワニ）を選んだ場合、アンク（声 - 三浦涼介）のボイスが追加された。
『超』では亜種からコンボに自動的に変身するオートコンボチェンジがふつう操作で廃止され、タトバコンボ（パープルアイ）が登場しなくなった。
仮面ライダーナイト（『仮面ライダー龍騎』）
バトルスタイル：パワーアップ（サバイブ）・サポートアタック（ダークウイング）
変身者：秋山蓮
声 - 尾崎裕紀

仮面ライダーシザース（『仮面ライダー龍騎』）
バトルスタイル：サポートアタック（ボルキャンサー）
変身者：須藤雅史
「オーズ」のみ隠しキャラ。
仮面ライダーゾルダ（『仮面ライダー龍騎』）
バトルスタイル：サポートアタック（マグナギガ）
変身者：北岡秀一
「オーズ」のみ隠しキャラ。
仮面ライダーライア（『仮面ライダー龍騎』）
バトルスタイル：サポートアタック（エビルダイバー）
変身者：手塚海之
「オーズ」ではラグナロクモードで使えば使用できる。
仮面ライダーガイ（『仮面ライダー龍騎』）
バトルスタイル：サポートアタック（メタルゲラス）
変身者：芝浦淳
ラグナロクモードで使えば使用できる。
仮面ライダー王蛇（『仮面ライダー龍騎』）
バトルスタイル：サポートアタック（ジェノサイダー）
変身者：浅倉威
『W』まではディエンドのサポートアタック時のみ登場だったが、今作から隠しプレイアブルキャラクターとして登場。「フォーゼ」以降初期キャラ。
仮面ライダーベルデ（『仮面ライダー龍騎』）
バトルスタイル：サポートアタック（バイオグリーザ）
変身者：高見沢逸郎
ラグナロクモードで使えば使用できる。
仮面ライダータイガ（『仮面ライダー龍騎』）
バトルスタイル：サポートアタック（デストワイルダー）
変身者：東條悟
ラグナロクモードで使えば使用できる。
仮面ライダーインペラー（『仮面ライダー龍騎』）
バトルスタイル：サポートアタック（ギガゼール）
変身者：佐野満
ラグナロクモードで使えば使用できる。
仮面ライダーファム（『劇場版 仮面ライダー龍騎 EPISODE FINAL』）
バトルスタイル：サポートアタック（ブランウイング）
変身者：霧島美穂
声 - 津田美波
ラグナロクモードで使えば使用できる。
仮面ライダーオーディン（『仮面ライダー龍騎』）
バトルスタイル：サポートアタック（ゴルトフェニックス）
『オーズ』では原典と設定が異なり、ラグナロクモードにおいてラグナロクの世界「最強の仮面ライダー」（ラストボス）として登場する。「超」では龍騎勢は全員初期キャラ。
仮面ライダーギャレン（『仮面ライダー剣』）
変身者：橘朔也
声 - 天野浩成（『超』）
『フォーゼ』では超必殺技が追加された。
仮面ライダーアクセル（『仮面ライダーW』）
バトルスタイル：パワーアップ（アクセルトライアル）
変身者：照井竜
声 - 木ノ本嶺浩
オートバジン・仮面ライダーオーディンとの専用台詞もある。

#### 怪人（『オーズ』）
前作のボスだったマグマ・ドーパントとティーレックス・ドーパントは登場しない。
レイドラグーン（『仮面ライダー龍騎』）
前作のゲルニュート・サナギ体に続きラグナロクモードで新たに登場する雑魚敵。
ライオトルーパー（『仮面ライダー555』）
厳密には「量産ライダー」。通常の雑魚戦には登場せず、ディエンドの召喚でのみ登場する。『フォーゼ』ではミッションの雑魚敵として登場する。
マスカレイド・ドーパント（『仮面ライダーW』）
前作のゲルニュート・サナギ体に続きラグナロクモードで新たに登場する雑魚敵。

### 『フォーゼ』より登場
これまで参戦していなかった昭和ライダーシリーズのライダーも登場し、『オーズ』まで超必殺技を持たなかったライダーにも超必殺技が追加されている。なお、全ての昭和ライダーは発動後に特定の必殺技を当てるとナレーション音声が入る「必殺ナレーション」を持つ。

#### 仮面ライダー（『フォーゼ』）
仮面ライダーフォーゼ（『仮面ライダーフォーゼ』）
バトルスタイル：フォームチェンジ（スイッチチェンジ・エレキステイツ・ファイヤーステイツ）・サポートアタック（マグネットステイツ・パワーダイザー ダイザーモード）・パワーアップ（コズミックステイツ）・アサルト（メテオフュージョンステイツ）
変身者：如月弦太朗
声 - 福士蒼汰
『フォーゼ』のメインライダー。4つのアストロスイッチ（『フォーゼ』では1番から20番までの20種類）を切り替えつつ、スイッチを使って現れるモジュールを駆使して戦う。ただしモジュールが使えるのはベースステイツのみで、初期装備の1番から4番のスイッチから入れ替える他のスイッチを選択時に選ぶ。それ以外の未選択のスイッチはバトル中では使用不可。
『超』ではマグネットステイツ・コズミックステイツ・メテオフュージョンステイツが新たに登場し、パワーダイザーがサポートアタックとして追加され、アストロスイッチも全40種類が使用可能になった。さらに超必殺技にライダー超電磁タックル・ライダー超銀河フィニッシュが追加された。メテオフュージョンステイツはフォーゼでタッグスタイルを選び、別のボタンを押しながらメテオを選択すると選択可能。
仮面ライダー1号（『仮面ライダー』）
変身者：本郷猛

仮面ライダー2号（『仮面ライダー』）
変身者：一文字隼人

仮面ライダーV3（『仮面ライダーV3』）
バトルスタイル：サポートアタック（ライダーマン）
変身者：風見志郎

仮面ライダーアマゾン（『仮面ライダーアマゾン』）
変身者：アマゾン（山本大介）

仮面ライダーBLACK（『仮面ライダーBLACK』）
変身者：南光太郎

シャドームーン（『仮面ライダーBLACK』）
変異者：秋月信彦
声 - てらそままさき

仮面ライダーBLACK RX（『仮面ライダーBLACK RX』）
バトルスタイル：パワーアップ（ロボライダー・バイオライダー）
変身者：南光太郎

仮面ライダー威吹鬼（『仮面ライダー響鬼』）
変身者：イブキ（和泉伊織）

仮面ライダーNEW電王（『劇場版 さらば仮面ライダー電王 ファイナル・カウントダウン』）
変身者：野上幸太郎
声 - 桜田通
超必殺技のカウンタースラッシュでは、原典通りテディ（声 - 小野大輔）によるカウントが行われる。
仮面ライダーバース（『仮面ライダーオーズ/OOO』）
変身者：伊達明、後藤慎太郎
声 - 岩永洋昭（伊達）、君嶋麻耶（後藤）
変身者が伊達か後藤かで技が変化する。バース・デイは後藤バースの超必殺技時にのみ、仮面ライダーバース・プロトタイプはバース同士のタッグスタイルでのみ登場する。

#### 怪人（『フォーゼ』）
『オーズ』のラグナロクモードに登場した雑魚敵に加え、新たに今作のヒーローズモードに追加された。
ショッカー骨戦闘員（『仮面ライダー』）
雑魚敵。
ショッカー赤戦闘員（『仮面ライダー』）
雑魚敵。
ショッカーライダーNo.1（『仮面ライダー』）
ミッションボス。
サナギ体変異体（『仮面ライダーカブト』）
雑魚敵。白いワーム。

### 『超』より登場
本作では全キャラクターに新システム「ライダーアーツ」が追加されている。
仮面ライダーウィザード（『仮面ライダーウィザード』）
バトルスタイル：フォームチェンジ（フレイムスタイル・ウォータースタイル・ハリケーンスタイル・ランドスタイル）・アサルト（フレイムスタイル・複数のウィザードリング）・パワーアップ（フレイムドラゴン）
変身者：操真晴人
声 - 白石隼也
『超』のメインライダー。ウィザードリングを使用し、多彩なスタイル・魔法を駆使して戦う。ハリケーンドラゴンはタッグスタイルでのみ使用可能。

仮面ライダーギルス（『仮面ライダーアギト』）
変身者：葦原涼
エクシードギルスは超必殺技時にのみ登場する。

仮面ライダーデルタ（『仮面ライダー555』）
変身者：三原修二

仮面ライダーカリス（『仮面ライダー剣』）
変身者：相川始（ジョーカー）
声 - 森本亮治
ワイルドカリスは超必殺技時にのみ登場する。

仮面ライダーレンゲル（『仮面ライダー剣』）
バトルスタイル：サポートアタック（エレファントアンデッド）
変身者：上条睦月
声 - 北条隆博

仮面ライダー轟鬼（『仮面ライダー響鬼』）
変身者：トドロキ（戸田山登巳蔵）
声 - 高橋剛

仮面ライダー斬鬼（『仮面ライダー響鬼』）
バトルスタイル：サポートアタック（ディスクアニマル〈茜鷹・瑠璃狼・青磁蛙〉）
変身者：ザンキ（財津原蔵王丸）

仮面ライダーザビー（『仮面ライダーカブト』）
バトルスタイル：サポートアタック（ゼクトルーパー〈シャドウ〉 / 矢車）・スピードアップ（クロックアップ / 影山）
変身者：矢車想、影山瞬
声 - 徳山秀典（矢車）、内山眞人（影山）
変身者が矢車か影山かで技・バトルスタイルが変化する。

仮面ライダードレイク（『仮面ライダーカブト』）
バトルスタイル：スピードアップ（クロックアップ）
変身者：風間大介
『カブト』本編で変身者の風間大介が見せた「風間流奥義アルティメットメイクアップ」がライダーアーツとして存在する。

仮面ライダーサソード（『仮面ライダーカブト』）
バトルスタイル：スピードアップ（クロックアップ）
変身者：擬態神代剣（スコルピオワーム）

仮面ライダーサガ（『仮面ライダーキバ』）
バトルスタイル：サポートアタック（マザーサガーク）
変身者：登太牙

仮面ライダースカル（『仮面ライダー×仮面ライダー W&ディケイド MOVIE大戦2010』）
変身者：鳴海荘吉

仮面ライダージョーカー（『仮面ライダーW』）
バトルスタイル：アサルト（ジョーカー・ジョーカー&サイクロン）
変身者：左翔太郎
声 - 桐山漣
通常はジョーカー単独で戦うのみだが、スーパーヒーローズモードでミッションをクリアしていくと別のアサルトスタイルを選択可能になり、ライダーアーツ発動時にスピンオフ小説『仮面ライダーW～Zを継ぐ者～』に登場する仮面ライダーサイクロン（声 - 菅田将暉）が助っ人として参戦する。
ゲーム上ではWの別フォーム扱いのため、Wと戦わせたりタッグを組ませることは不可能。

仮面ライダーエターナル（『仮面ライダーW FOREVER AtoZ/運命のガイアメモリ』）
変身者：大道克己
ブルーフレア最強形態は超必殺技時にのみ登場する。

仮面ライダーメテオ（『仮面ライダーフォーゼ』）
バトルスタイル：パワーアップ（メテオストーム）
変身者：朔田流星
声 - 吉沢亮
メテオストームでは、フォーゼが戦闘に参加していると使用不可能になる必殺技が存在する。

## その他の声優

### ナレーション・アイテム音声
- 鈴木英一郎（ナレーション〈『無印』〉）
- マーク・大喜多（ディケイドライバー音声、ディエンドライバー音声、ケータッチ音声）
- 串田アキラ（ナレーション〈『オーズ』〉[5]、オースキャナー音声、メダガブリュー音声）
- 立木文彦（ガイアメモリ音声、ラウズアブソーバー音声、キングラウザー音声）
- 中田譲治（必殺技ナレーション[29]）
- 檜山修之（必殺技ナレーション[29]）
- 平田広明（必殺技ナレーション〈『超』〉）

### 配役が不明瞭な声優
- 赤羽根健治
- 会一太郎
- 粕谷雄太
- 滝下毅
- 橋詰知久
- 松原大典
- 三宅淳一
- 山本圭一郎
- 宮坂俊蔵（『『フォーゼ』まで）
- 岡本寛志（『フォーゼ』まで）
- 鈴木賢（『フォーゼ』まで）
- 大石達也
- 砥出恵太（『W』以降）
- 三浦祥朗（『W』以降）
- 田中大文（『オーズ』以降）
- 島﨑信長（『オーズ』以降）
- 福原耕平（『オーズ』以降）
- 金子英彦（『オーズ』以降）
- 角田雄二郎（『オーズ』以降）
- 松本考平（『オーズ』以降）
- 丸山徹（『オーズ』以降）
- 能澤章宏（『オーズ』以降）
- 金光祥浩（『オーズ』から『フォーゼ』まで）
- 稲田徹（『フォーゼ』以降）
- 藤本たかひろ（『フォーゼ』以降）
- 山田真一（『フォーゼ』以降）
- 平井啓二（『フォーゼ』以降）
- 金本涼輔（『フォーゼ』以降）
- 大坪康亮（『超』以降）
- 小川慎太郎（『超』以降）
- 川上晃二（『超』以降）
- 滑川洋平（『超』以降）
- 神奈延年（『超』以降）
- 神島正和（『超』以降）

## その他
『無印』では、ゲームが始まる前の注意の説明画面にモモタロス・ウラタロス・キンタロス・リュウタロス・デネブ・キバットバットIII世・ディケイドがそれぞれランダムで登場する。
また、タイトルコールは上記のキャラクターに加えてタツロット・ディエンドが、メイン画面のモード選択時には、ディケイド・モモタロス・ウラタロス・キンタロス・リュウタロス・キバットバットIII世・タツロットが、モード名・台詞をランダムで喋る。
『W』では上記のキャラクターに加えてW（翔太郎）・W（フィリップ）・キックホッパー・パンチホッパーの声が追加、『オーズ』ではオーズ・オースキャナー・アクセル・ディケイドライバー・ジークの声が追加、『フォーゼ』ではフォーゼ・ナレーション（フォーゼ）・アンク・バース（後藤）・バース（伊達）、ナレーション（オーズ）・NEW電王・テディ・ネガ電王の声が追加、『超』ではウィザード・ナレーション（ウィザード）・メテオ・ガタック・ブレイド・カリス・ギャレン・レンゲル・龍騎・アギトの声が追加された。

## 登場ステージ
- スタジアム
- 地下駐車場
- 屋久島
- 教会
- 浄水場
- 高架下
- 海岸
- 風都 - 『オーズ』で追加
- スタジアム（夜） - 『オーズ』で追加
- 屋久島（夜） - 『オーズ』で追加
- 海岸（夕方） - 『オーズ』で追加
- ヘリポート - 『フォーゼ』で追加
- ヘリポート（夜） - 『フォーゼ』で追加
- 廃工場 - 『超』で追加
- 森林公園 - 『超』で追加
- ショッピングモール - 『超』で追加

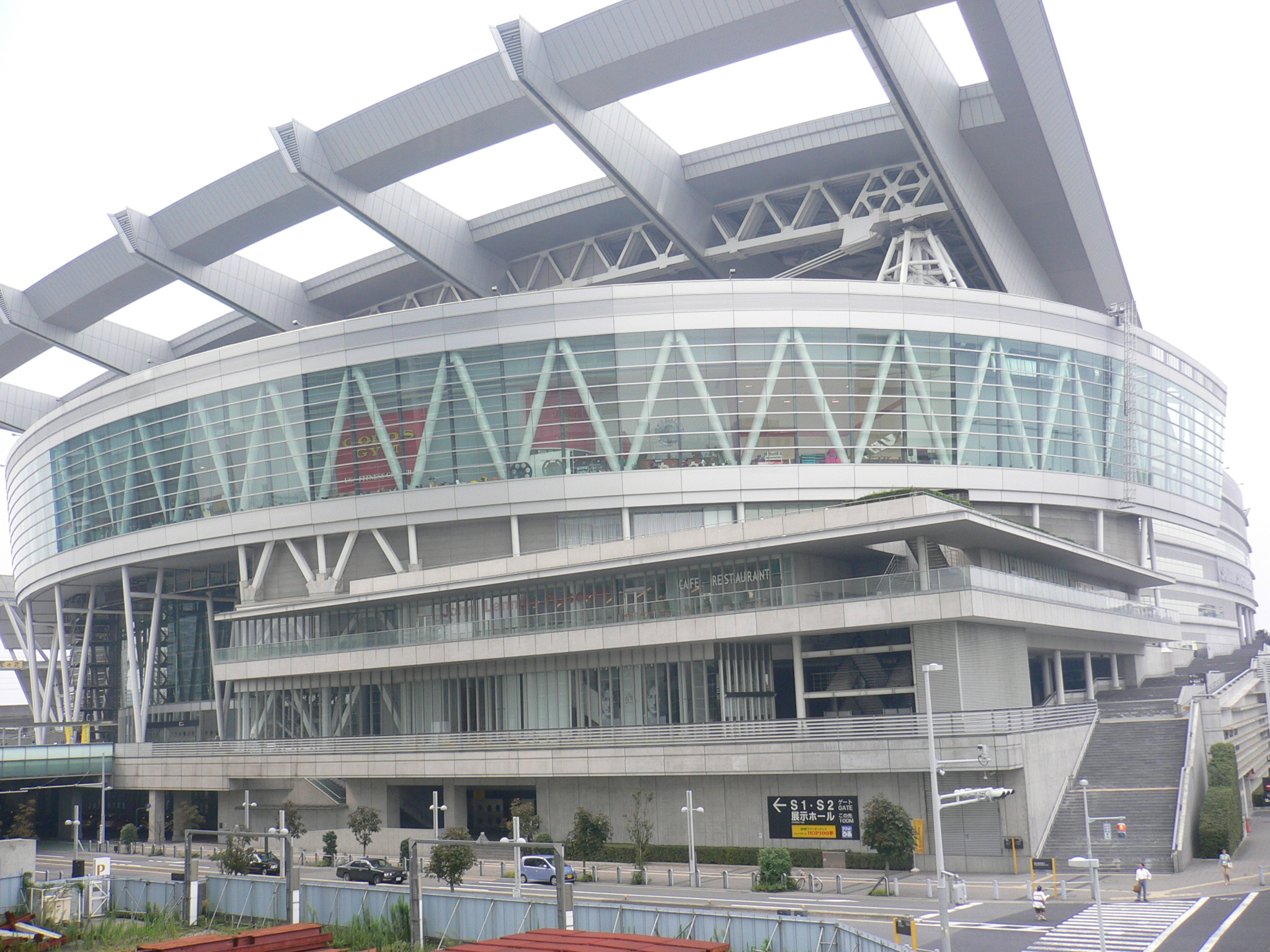
スタジアムステージのモデルになった「さいたまスーパーアリーナ」
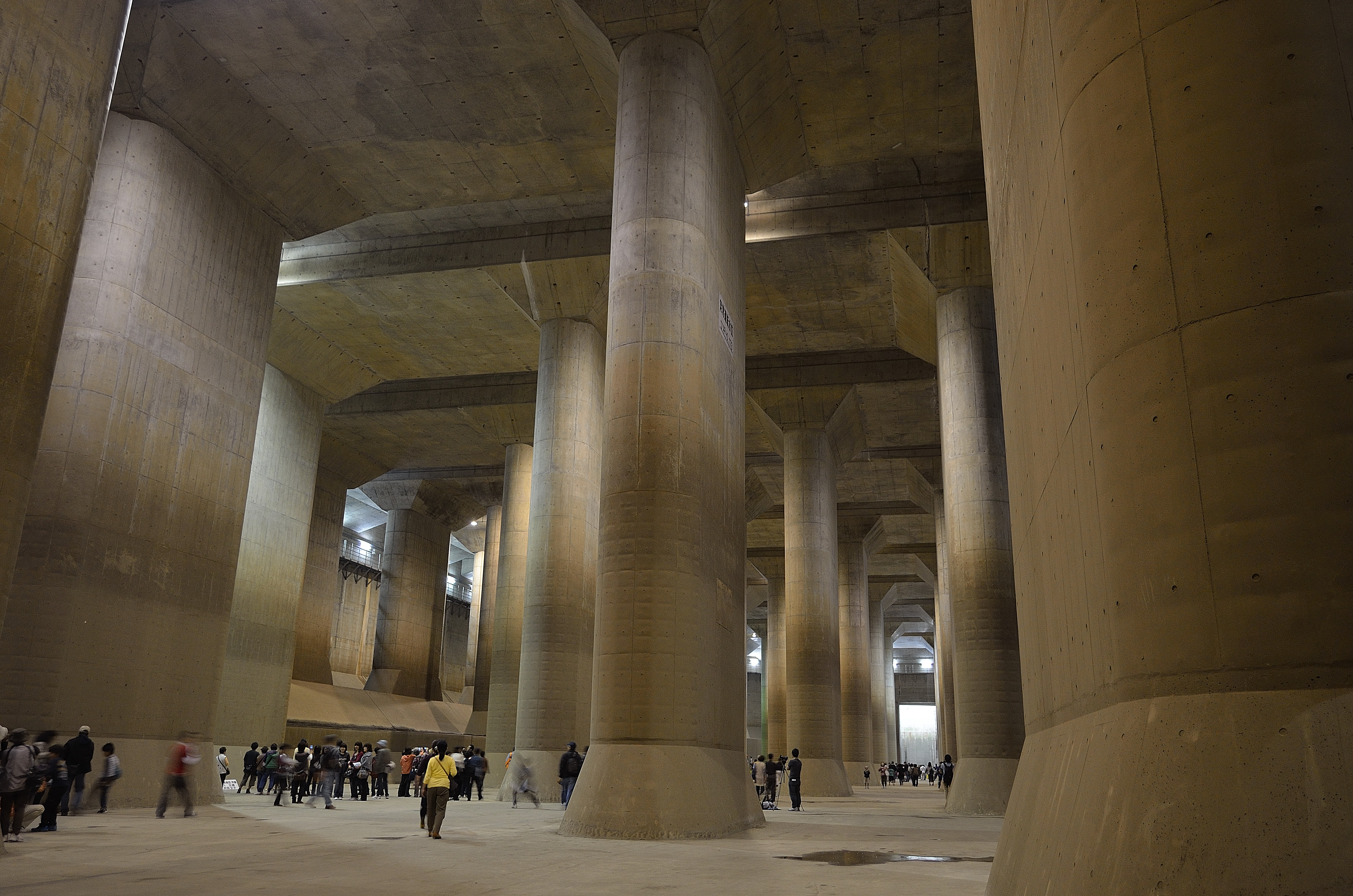
浄水場ステージのモデルになった「首都圏外郭放水路」
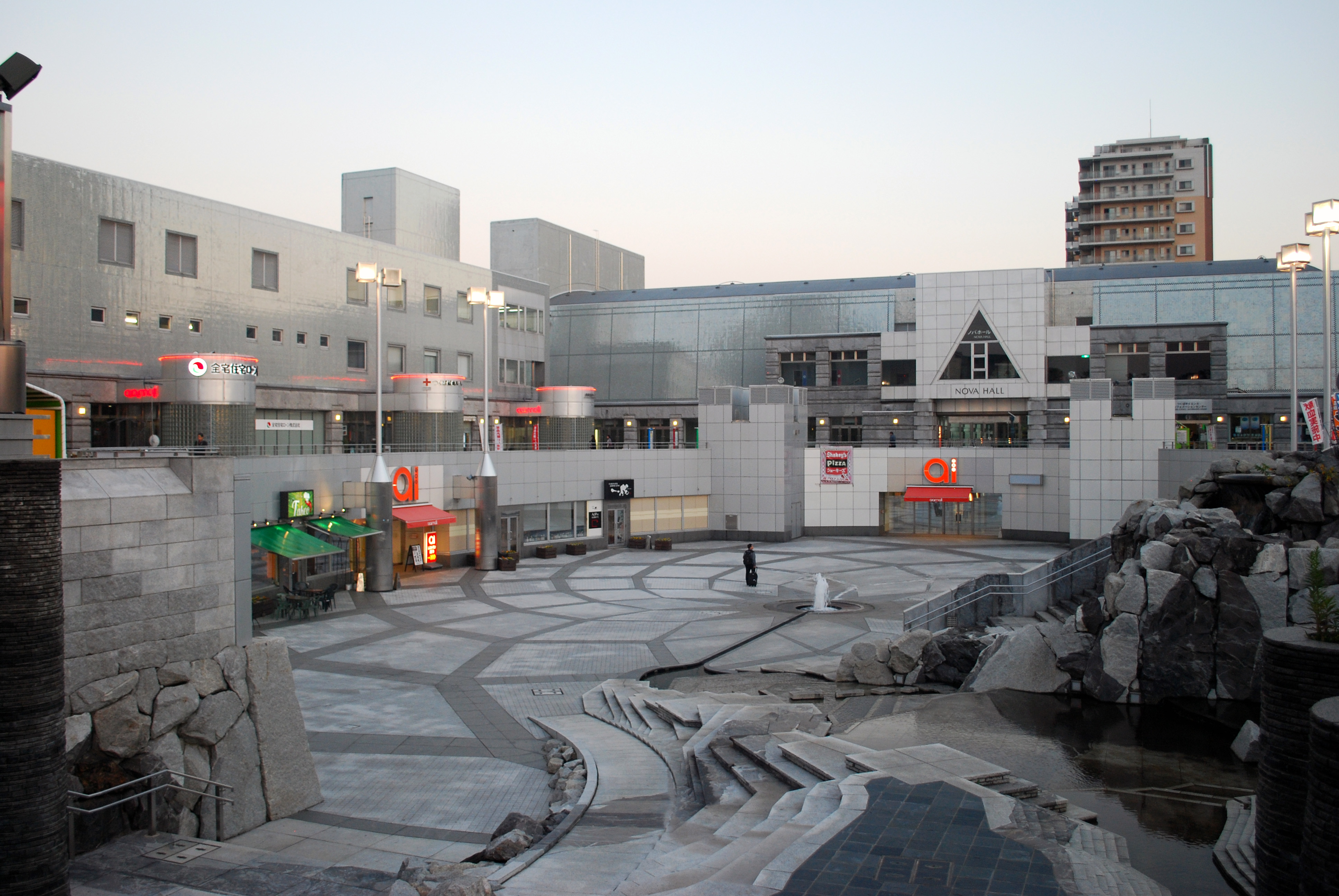
ショッピングモールステージのモデルになった「つくばセンタービル広場」

## 主題歌
『無印』・『W』
「集合! クライマックスヒーローズ」
作詞・作曲：LindaAI-CUE / 歌：古谷徹

『オーズ』
「[O]=All Fight!（オーズ・オール・ファイト）」
作詞・作曲：NBGI（LindaAI-CUE） / 歌：串田アキラ

『フォーゼ』
「ENDLESS PLAY」
作詞：藤林聖子 / 作曲：TAKUYA / 編曲：飯塚啓介、TAKUYA / 歌：Astronauts feat.SHINA
『仮面ライダーフォーゼ』の本編でも挿入歌として使用された。
　『超』　
「Perfect Game」
作詞：藤林聖子 / 作曲：Ryo / 編曲：RIDER CHIPS・Ryo / 歌：G&C MUSIC MAGIC

## 初回特典
『仮面ライダーバトル ガンバライド』のプロモーションカードが封入。
『無印』
「シャッフルヒーローズカード・10」
仮面ライダークウガから仮面ライダーディケイドまでの平成ライダー10人がランダムで出現する。
『W』
「シャッフルヒーローズカード・W / ディケイド コンプリートフォーム」
リバーシブル仕様で、仮面ライダーディケイド・仮面ライダーW サイクロンジョーカーのどちらかがランダムで出現か、仮面ライダーディケイド コンプリートフォームのどちらかに使用可能。
『オーズ』
「仮面ライダーオーズ タトバコンボ・ライドベンダー」
『フォーゼ』
「仮面ライダーフォーゼ&新1号 タッグキック」
必殺技発動時に仮面ライダーフォーゼ ベースステイツ・仮面ライダー新1号によるタッグキックが発動する。もう一つの特典として、アプリゲーム『仮面ライダーウォーズ』の特典アイテムが手に入るプロダクトコードも封入されている。
『超』
「仮面ライダーウィザード フレイムドラゴン」